# Megacyllene multiguttata
Megacyllene multiguttata är en skalbaggsart som först beskrevs av Hermann Burmeister 1865.  Megacyllene multiguttata ingår i släktet Megacyllene och familjen långhorningar.
Artens utbredningsområde är Paraguay. Inga underarter finns listade i Catalogue of Life.